# Байряков, Николай
Николай Николаев Байряков (болг. Николай Николаев Байряков; род. 5 сентября 1989, Пазарджик) — болгарский борец греко-римского стиля, участник летних Олимпийских игр 2016 года, бронзовый призёр чемпионата Европы 2017 года.

## Биография
В 2015 году Николай Байряков выступил на первых Европейских играх в Баку. Спортсмен принял участив в соревнованиях в весовой категории до 85 кг, однако выбыл уже в первом раунде, уступив норвежцу Расмусу Хьёэрстаду. В апреле 2016 года Байряков участвовал в европейской квалификации к летним Олимпийским играм в Рио-де-Жанейро. Одолев по ходу турнира трёх соперников, Байряков вышел в финал квалификационного турнира, получив тем самым для сборной Болгарии олимпийскую лицензию в категории до 85 кг.
На летних Олимпийских играх 2016 года Николай Байряков начал выступления сразу со стадии 1/8 финала. Первым соперником болгарского борца стал алжирец Адем Буджемлин, которого Байряков уверенно победил по очкам. Однако уже в четвертьфинале соперником болгарина стал действующий чемпион мира и Европы, а также первый номер мирового рейтинга, украинец Жан Беленюк. По ходу поединка преимущество украинца росло с каждой минутой и завершилось его победой уже в первом периоде. Тем не менее после поражения Байряков не завершил выступление на турнире, а продолжил борьбу за бронзовую награду. В полуфинале утешительного турнира болгарский борец в упорном поединке одолел египтянина Ахмеда Отмана. В матче за третье место Байряков уступил белорусскому борцу Джавиду Гамзатову и занял итоговое 5-е место.
В 2017 году Байряков выиграл первую медаль крупных международных соревнований, став бронзовым призёром европейского чемпионата в Нови-Саде. В 2019 году Байряков принял участие во вторых Европейских играх, проходивших в Минске, где занял лишь 10-е место.